# Bisdom Kasana-Luweero

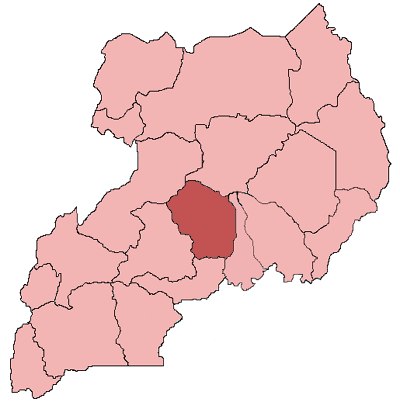
Het bisdom Kasana-Luweero binnen Oeganda

Het Kasana-Luweero (Latijn: Dioecesis Kasana-Luveerina) is een rooms-katholiek bisdom in het centrum van Oeganda. Het is een suffragaan bisdom van het aartsbisdom Kampala. Het bisdom werd opgericht in 1996. Hoofdkerk is de Kathedraal Our Lady Queen of Peace in Luweero.
In 2019 telde het bisdom 18 parochies. Het bisdom heeft een oppervlakte van ongeveer 8.539 km². Het telde in 2019 825.000 inwoners waarvan 32,5% rooms-katholiek was. 

## Bisschoppen
- Cyprian Kizito Lwanga (1996-2006)
- Paul Ssemogerere (2008-)